# Albert von Brescia

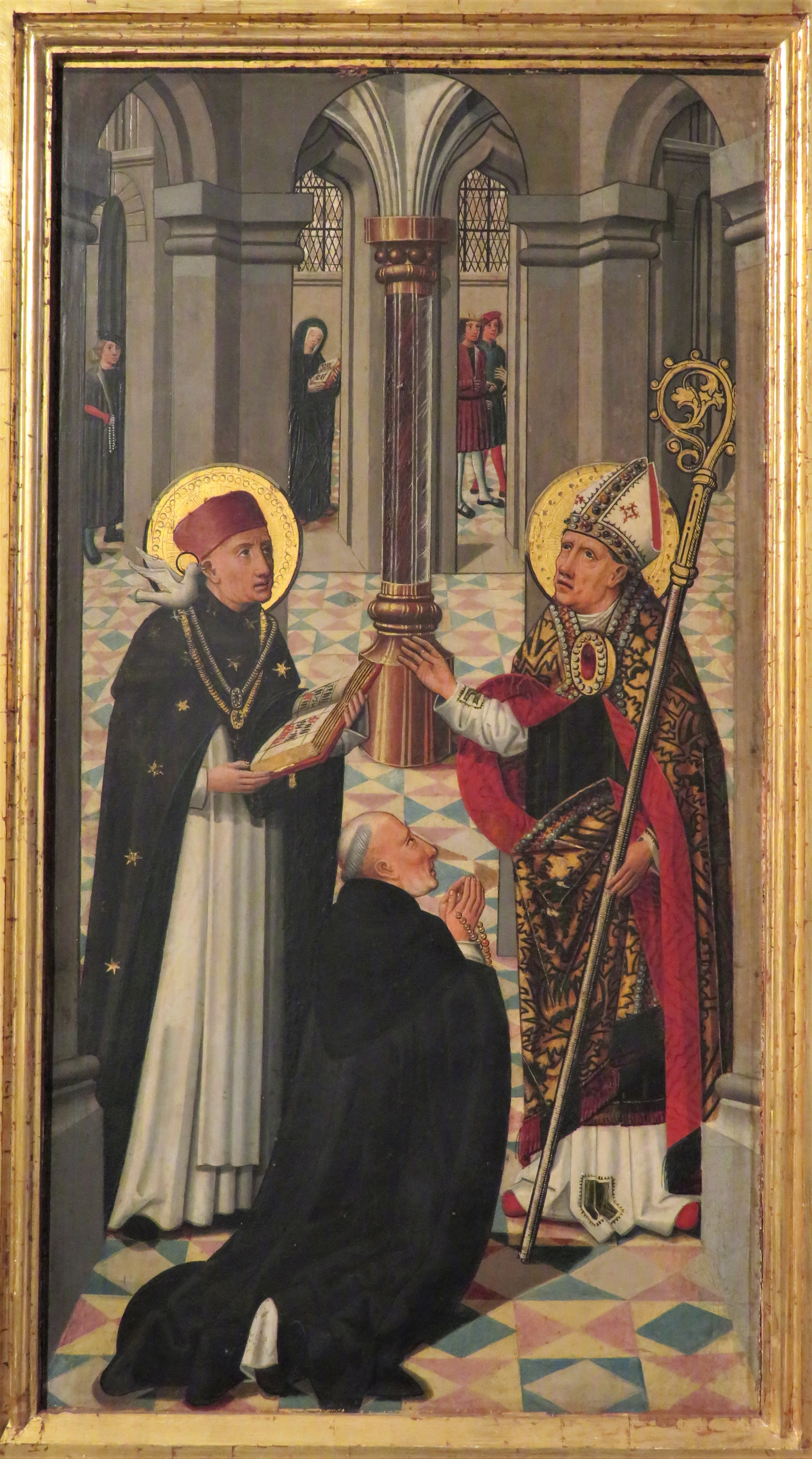
Vision des Albert von Brescia, Thomas-Altar (um 1520) im Museumsquartier St. Annen, Lübeck

Albert von Brescia OP, lateinisch Albertus de Brixia († 1314) war ein italienischer Dominikaner. Er ist zu unterscheiden von Albertanus von Brescia.

## Leben
Über Alberts Leben ist nicht viel bekannt. Er stammte aus Brescia und war Lesemeister des Dominikaner-Konvents der Stadt. Albert war ein früher Anhänger und wohl selbst Schüler von Thomas von Aquin. Er  vertrat das Anliegen, den Thomismus für Predigt und Seelsorge nutzbar zu machen. Sein dreiteiliges Hauptwerk De officio sacerdotis (Über das Amt des Priesters) ist ein Auszug aus der Summa theologica des Thomas.

### Vision
Eine Vision Alberts wurde für den Heiligsprechungs-Prozess des Thomas ab 1319 und in der Thomas-Ikonographie bedeutsam. Darin war ihm Thomas mit einem kostbaren Edelstein auf der Brust und im vertrauten Gespräch mit dem Kirchenvater Augustinus von Hippo erschienen. Die Vision zeigte, dass „die beiden Lehrer Thomas und Augustinus die gleiche Stufe der himmlische Glorie besitzen“; sie galt als Beglaubigung der Übereinstimmung der Lehre des Thomas mit der Tradition der Kirche.

## Werke
- Liber de officio/de instructione sacerdotis sive Summa casuum conscientiae., u.a Staatsbibliothek München, Signatur Clm 18407[3]
- Sermones.